# Challenge ÉducÉco

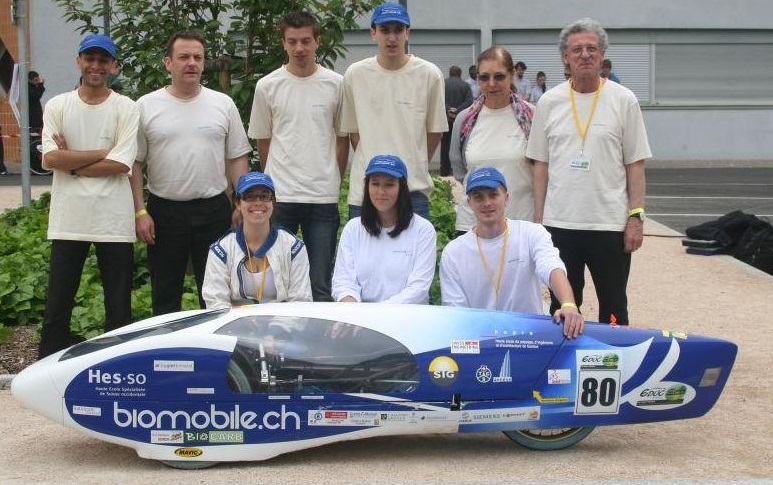
L'équipe Biomobile lors du Challenge ÉducÉco 2013.

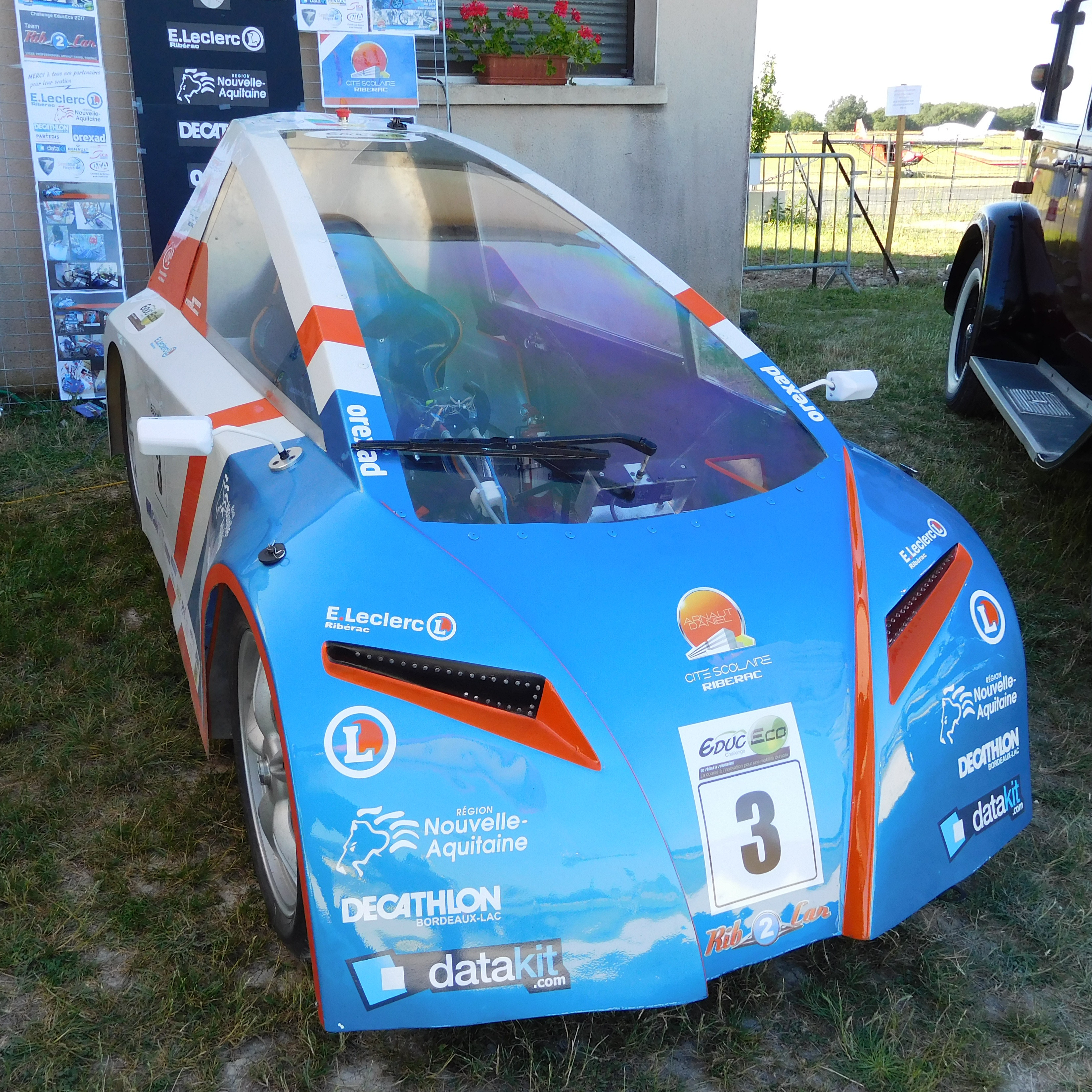
Rib'Car 2, véhicule électrique de l'équipe Dordogne ; lors de l'édition 2017, il a remporté six prix.

Le Challenge ÉducÉco est une compétition automobile éducative, organisée en France depuis 2009 par l'association AD3E. Son objectif principal est de parcourir le plus de kilomètres avec la plus faible consommation d’énergie possible, sur des véhicules innovants construits par des collégiens, lycéens ou étudiants. Des objectifs de sécurité et d'innovation technologique sont aussi exigés. Deux types de véhicules sont autorisés à concourir : des écocitadins et des prototypes. Le slogan du Challenge ÉducÉco est : « De l'école à l'université – La course à l'innovation pour une mobilité durable ».
ÉducÉco est rattaché au Solar Race de Murcie, en Espagne,.
L'Éco-marathon Shell, quant à lui, sponsorisé par la marque Shell, est une compétition mondiale se déroulant sur trois continents. Même si l'Éco-marathon Shell Europe s'est longtemps tenu sur le circuit de Nogaro, ce qui est le cas également du Challenge ÉducÉco, les deux épreuves sont distinctes,.

## Historique
En 2008, l'Éco-marathon Shell Europe, qui se tenait depuis huit ans à Nogaro, déménage en Allemagne sur le circuit d'Hockenheim. Le départ de cette épreuve, et avec elle de son important sponsor, semble sonner le glas d'un éco-marathon français. Mais des anciens de l'Éco-marathon Shell s'organisent et, avec à leur tête l'ancien inspecteur général de l'Éducation nationale Jean-Paul Chassaing, fondent l'association AD3E afin de créer un nouvel éco-marathon français. Son nom est Challenge ÉducÉco ; sa première édition a lieu en juin 2009,,,,,.
Quelques années plus tôt, en 2003, l'Éco-marathon Shell belge a lui aussi choisi de s'affranchir du mécénat de la compagnie pétrolière, et est devenu simplement Éco Marathon belge. Il est confronté au grand défi pour organiser une épreuve à grande échelle, celui de l'argent. L'association AD3E parvient à trouver des partenaires solides, tant institutionnels comme le ministère de l'Éducation nationale ou la région Occitanie (anciennement appelée « Midi-Pyrénées »), qu'industriels et privés. Si la première épreuve du challenge ÉducÉco ne compte qu'assez peu d'équipes sur la ligne de départ, et toutes françaises, dès la 2e épreuve en 2010, la liste des candidats s'étoffe. Le nombre de participants ne cesse de croître d'année en année.
De 2009 à 2012, le challenge se tient à Nogaro, dans le Gers, sur le circuit Paul Armagnac.
En 2013, le challenge se tient à Colomiers, pour la première fois en circuit urbain. 70 équipages sont en compétition, comme le souligne un reportage de la chaîne de télévision France 3. De son côté, La Dépêche du Midi, dans son article « Ils font rouler les voitures du futur » pose la question de la transposition de ces prototypes dans la vie quotidienne. On y apprend aussi que le budget de l'organisation est de 250 000 euros.
Le 6e challenge se tient à Colomiers du 29 au 31 mai 2014. 23 équipes sont inscrites, dont deux équipes d'étudiants allemands et une équipe d'étudiants hongrois.
En 2015 a lieu un grave accident pendant la compétition, une étudiante se blessant à la tête lors du choc de son véhicule avec une barrière de sécurité de la route principale sur laquelle se trouve la piste.
En 2016, le 8e challenge prend place à Valenciennes, autour du stade du Hainaut : la compétition se déroule du 19 au 21 mai avec la participation de 53 équipes venant de France, d'Allemagne, des Pays-Bas et de Pologne.
En 2017 (du 19 au 21 mai), la 9e édition du challenge se déroule pour la seconde fois à Valenciennes, toujours autour du stade du Hainaut.
La 10e édition déménage, et se déroule du 24 au 26 mai 2018, toujours dans la ville de Valenciennes, mais cette fois-ci sur le Technopôle Transalley, à côté de l'université de Valenciennes.

## Principes
Il s'agit d'une compétition de véhicules économiques en énergie. C'est une compétition éducative orientée non seulement vers la performance, mais également vers la sécurité. Ainsi la marche arrière est demandée pour la catégorie ÉcoCitadin, mais non à l'Éco-marathon Shell. Jean-Paul Chassaing, le président de l'AD3E, soulignait ces différences dans les colonnes du journal Sud Ouest en mai 2010 : « La plupart des équipes travaillent dans l'esprit du Shell éco marathon, plus orienté sur les performances que sur la sécurité et la réflexion sur les solutions techniques… ». Cette course automobile écologique est réservée aux collégiens, lycéens et étudiants qui présentent un prototype qu'ils ont eux-mêmes construit. Plusieurs écoles et universités y participent en France. Les véhicules peuvent être électriques (batterie, hydrogène, solaire) ou à moteur thermique (essence SP95, gazole, GPL, éthanol, biométhane),.

## Établissements participants
- Polytech Nantes (université de Nantes).
- Microjoule La Joliverie de Nantes.
- Les lycéens de La Briquerie de Thionville[28].
- En 2013, le lycée Pasquet d'Arles a participé successivement au Challenge ÉducÉco à Colomiers, à l'Éco-marathon Shell Europe de Rotterdam, à la Course Solaire de Chambéry et au Solar Race de Murcie[29].
- Lycée Augustin-Thierry de Blois[30].
- Lycée professionnel Arnaut-Daniel de Ribérac.
- INSA Lyon avec son équipe Proto INSA Club[31].

## Prix

### Prix liés aux performances
La liste est la suivante :
- Prix ÉcoCitadin, électrique ;
- Prix ÉcoCitadin, hydrogène ;
- Prix Prototype thermique, SP95 ;
- Prix Prototype thermique, GPL ;
- Prix Prototype thermique, éthanol ;
- Prix Prototype, électrique.

### Prix spéciaux
Lors de chaque challenge, des prix spéciaux sont attribués à certaines équipes, en dehors du prix décerné au vainqueur de la course. Dans le cadre d'un parrainage par le ministère de l'Éducation nationale, l'un de ces prix est le prix de l'Éducation nationale, attribué à un établissement scolaire qui a su se montrer particulièrement compétent.
La liste des autres prix spéciaux est la suivante :
- Grand prix Prototype ;
- Grand prix ÉcoCitadin ;
- Prix du design ;
- Prix de la modélisation/simulation ;
- Prix de l'innovation technologique ;
- Prix de la motorisation électrique ;
- Prix du mémoire de projet ;
- Prix de la sécurité ;
- Prix de l'écoconception ;
- Prix de la communication ;
- Prix de la région Midi-Pyrénées ;
- Prix de la meilleure affiche ;
- Prix de la première participation ;
- Prix de la modélisation MathWorks.

## Résultats
Parmi les records, on peut citer (performances équivalentes exprimées en kilomètres par litre d'essence SP95) :
- en mai 2012, dans la catégorie tout électrique (utilisation de batterie), le prototype Polyjoule de Polytech Nantes améliore de plus de 33 % le record du monde, avec 10 017 km parcourus avec l'équivalent énergétique d'un litre de SP95[35] ;
- en mai 2013, un record du monde est battu par l'écocitadine CityJoule de Polytec Nantes - Lycée La Joliverie (à Saint-Sébastien-sur-Loire, en Loire-Atlantique) équipée d'une pile à combustible consommant de l'hydrogène, avec 1 430 km[36] ;
- en mai 2014, avec une propulsion à hydrogène, le record du monde est battu par Polyjoule, avec 6 329 km[35]. Sur le site de Shell, le nouveau prototype de Polyjoule est cité comme ayant participé à une « compétition régionale à Colomiers » mais sans que le Challenge ÉducÉco soit nommément cité : « The car will get its first real test against rivals at a regional competition in Colomiers, France, on May 9-11 »[13] ;
- l'édition 2017 est marquée notamment par l'inscription d'un record mondial : 1 799 km pour le prototype MicroJoule (de type énergie thermique-biométhane) de l'équipe du lycée La Joliverie.